# Фидель, Брэд
Брэд Айра Фидель (англ. Brad Ira Fiedel; 10 марта 1951, Нью-Йорк, США) — американский кинокомпозитор. Популярный и прогрессивный композитор 1980-х годов, писал музыку к ряду успешных фильмов, в основном триллеров, а также впервые начал использовать электронные инструменты и синтезаторы, благодаря чему выделился из общего числа композиторов уже в конце 1990-х гг. Также аккомпанировал на клавишных инструментах дуэту Hall & Oates.

## Биография
Начал свою карьеру в кино в конце 1970-х годов и много писал для телевизионных фильмов и незначительных киновыпусков, пока режиссёр Джеймс Кэмерон не пригласил его в научно-фантастический фильм «Терминатор» в 1984 году, — это и послужило толчком для успешной карьеры. Звучащая металлически главная тема фильма с тех пор стала визитной карточкой композитора и сделала его знаменитым.
С тех пор Фидель принимал участие во многих успешных и популярных фильмах, в том числе «Ночь страха» и его продолжении «Ночь страха 2», «Змей и радуга», «Обвиняемые», «Голубая сталь», «Терминатор 2: Судный день» и «Правдивая ложь», хотя в последние годы музыка композитора менее востребована. Его последняя крупная работа была в 1995 году. Хотя он пользовался коротким всплеском интереса к себе после выхода «Терминатора 3» в 2003 году, но после аранжировки его темы Марко Белтрами, он решил не возвращаться в киноиндустрию.
Фидель женат на актрисе Энн Дазенберри.

## Избранная фильмография
- 1981 — Вечерняя школа
- 1984 — Терминатор
- 1985 — Ночь страха
- 1986 — Цветок пустыни
- 1988 — Змей и радуга
- 1988 — Ночь страха 2
- 1988 — Обвиняемые
- 1989 — Правоверный
- 1990 — Голубая сталь
- 1991 — Терминатор 2: Судный день
- 1992 — Гладиатор
- 1993 — На расстоянии удара
- 1993 — Настоящая Маккой
- 1994 — Правдивая ложь
- 1995 — Джонни-мнемоник